# Перекопський вал

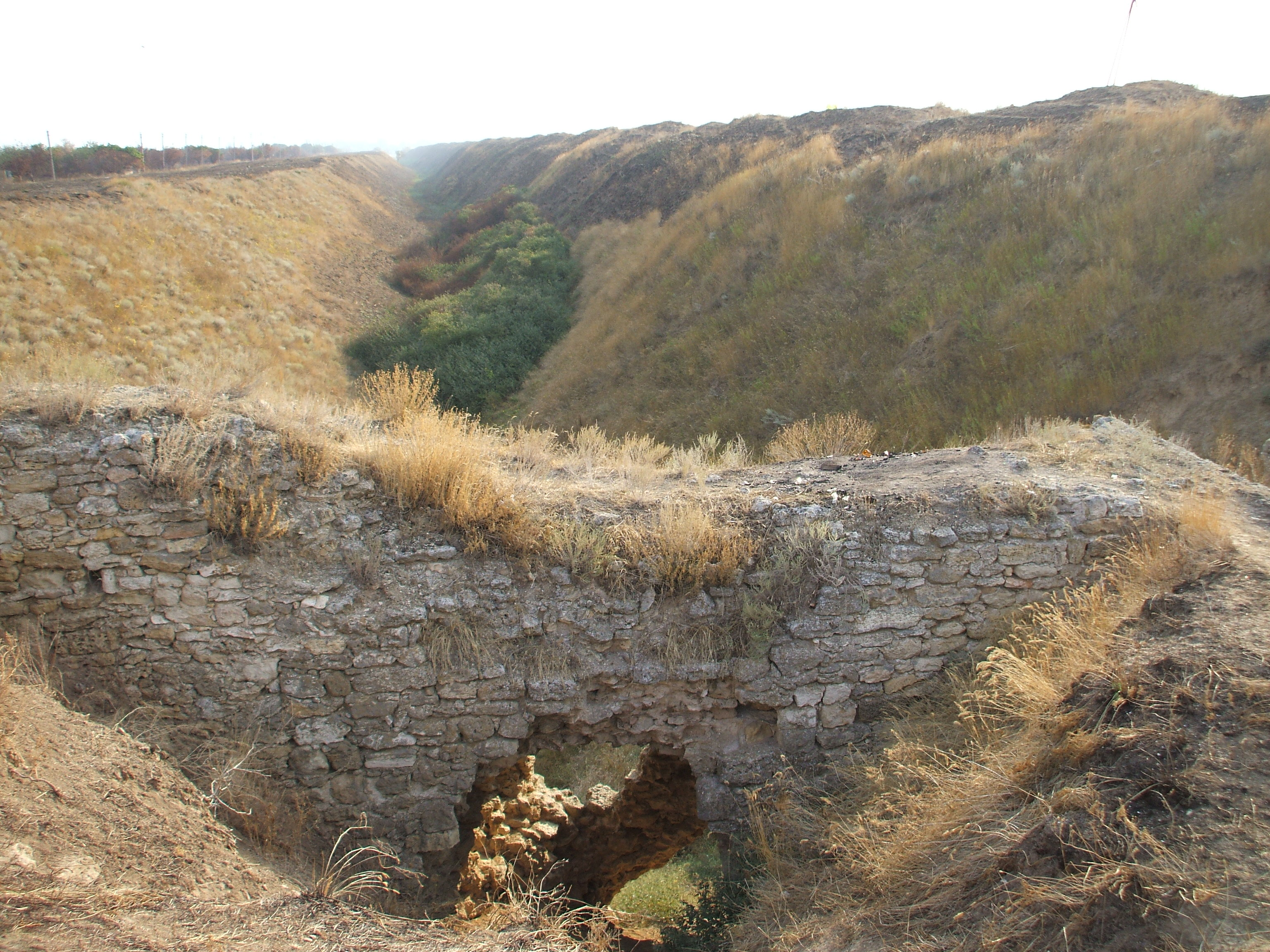
Сучасний стан Перекопських укріплень

Перекопський вал (Перекопський рів, Турецький вал, Ор, Тафрос) — фортифікаційна споруда, що розташована на Перекопському перешийку, який з'єднує Крим з материковою Україною. Перекопський вал простягнувся від Каркінитської затоки Чорного моря до затоки Сиваш Азовського моря на 8475 метрів, ширина його в основі становить понад 15 метрів, висота від дна рову — 18-20 метрів. До валу прилягає рів шириною 20 метрів і глибиною 10 метрів.

## Історія

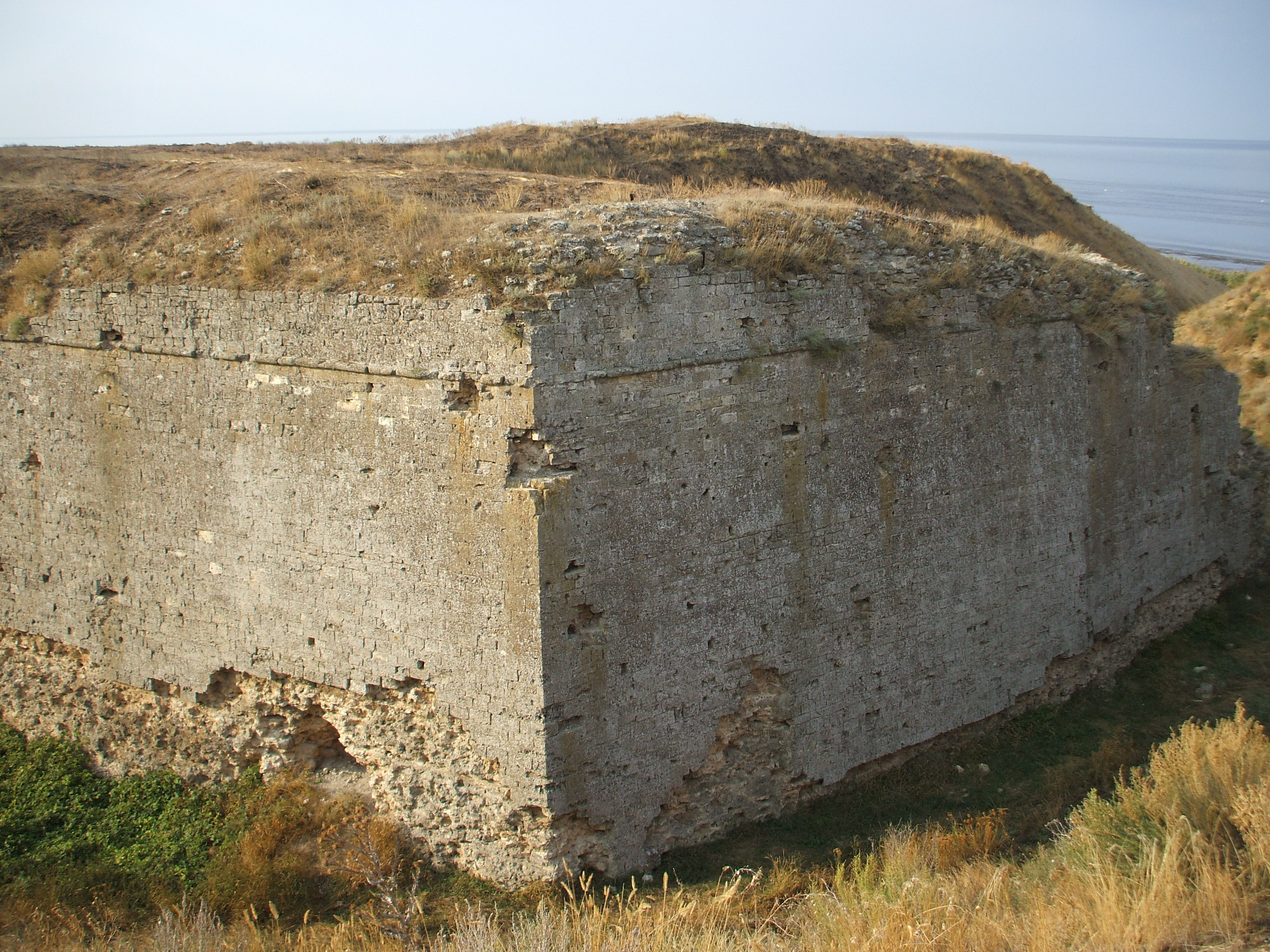
Ферх-Кермен — укріплення на заході Перекопского вала.

Є дві основних версії щодо часу походження Перекопського рову з валом. За однією з них, вал спорудили кімерійці за кілька століть до нашої ери, побоюючись експансії скіфів. У V столітті до н. е. про рів з валом у Криму згадує Геродот, але точно локалізувати місцевість, на якій він знаходився, по цьому джерелу дуже складно.
За другою версією, Перекопський вал зобов'язаний своїм існуванням скіфам, що мали в II ст до н. е. сильну державу (при царях Скилурі та Полаці). Проте точних наукових даних про те, хто й коли будував ці укріплення, ми сьогодні не маємо.
У середині XV ст. було утворено Кримське ханство. При ханові Менґлі Ґірею в Криму та на прилягаючих територіях розгорнулося будівництво нових та зміцнення старих оборонних споруд. Ці масштабні роботи торкнулися і забутого Перекопського валу. Тут вони проводилися протягом всього існування Кримського ханства до XVIII ст. Результатом стало зведення лінії укріплень довжиною вісім кілометрів та фортеці Ор-Капу.

## Опис укріплення

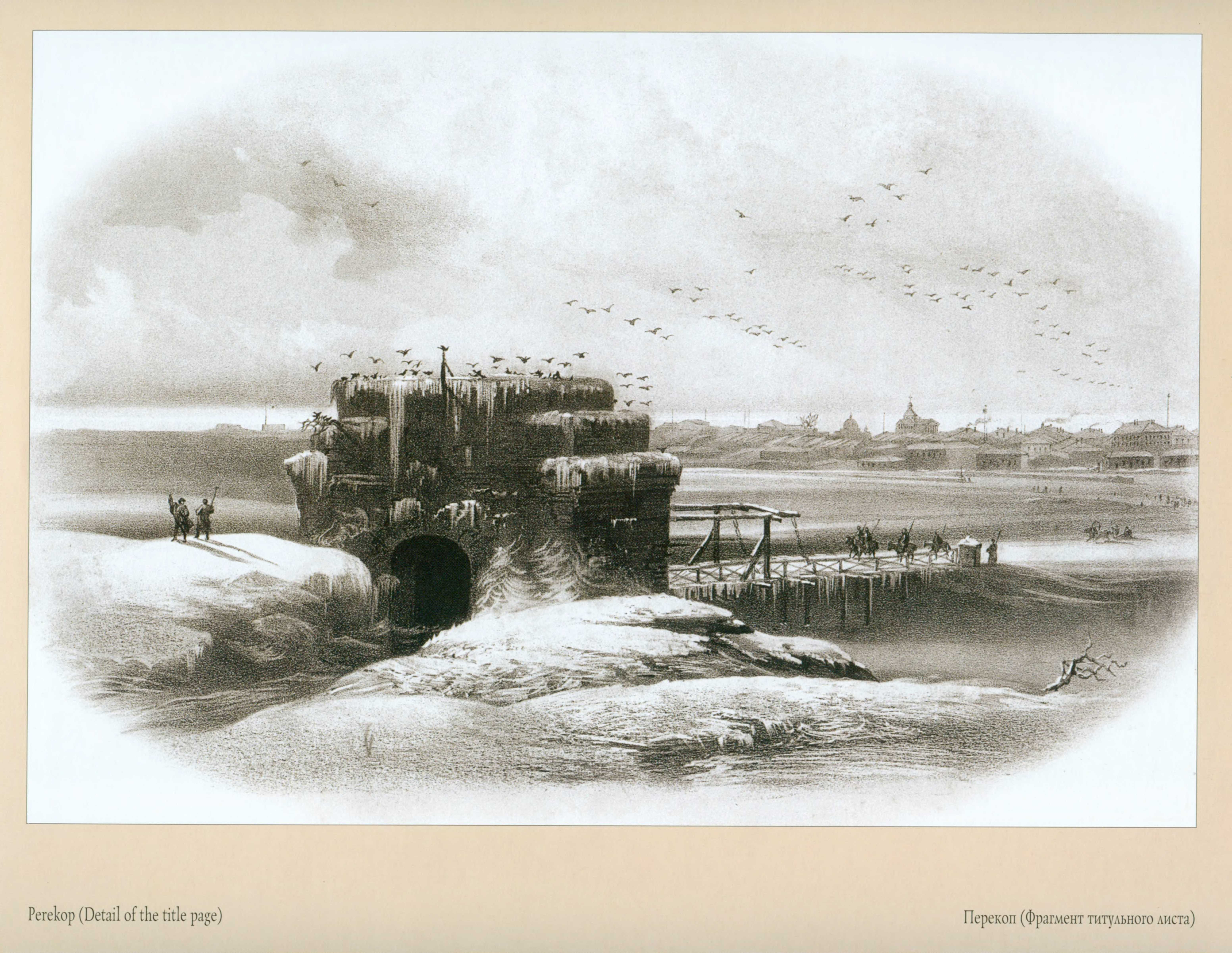
Карло Боссолі. Перекоп, 1856 рік

У 18 ст. перекопська лінія оборони складалася з п'ятнадцятикілометрового рову глибиною 10 м, восьмикілометрового валу (висота від дна рову 20 м), а також фортеці Ор-Капу. Уздовж валу піднімалося шість бастіонів (за різними джерелами від чотирьох до семи), у тому числі на берегах Каркінітської затоки на заході (вежа частково збереглася до нашого часу) і Сивашу на сході. Північна сторона валу і, як продовження, південна сторона рову були обнесені по усій своїй довжині каменем. Фортеця та брама розташовувалися ближче до Сиваша. Ворота мали підйомний міст через рів. Камінь для будівництва доставлявся з Тарханкутського півострова (Західний Крим) спочатку морем, а до самого місця робіт — підводами. Турецький гарнізон мав дві тисячі яничарів та 184 гармат. Південніше укріплень стояла армія кримського хана Каплан Гірея, що нараховувала до 100 тис. солдат.
26 вересня 1941 року, під час Другої світової війни був зайнятий німецькими військами.

## Пам'ятки історії
Перекопський вал є пам'яткою історії місцевого значення, до складу якої входять:
1. 2 могили червоноармійців та радянських воїнів, які загинули при обороні та штурмі Перекопського валу в роки громадянської та Великої Вітчизняної війни;
2. Командний пункт маршала Радянського Союзу А. М. Василевського та генерала армії Толбухіна Ф. І., які керували операцією по звільненню Криму від гітлерівців;
3. Пам'ятний знак в четь воїнів 36-го кавалерійського полку;
4. Пам'ятний знак на честь 40-річчя Перемоги